# Skönberga distrikt
Skönberga distrikt är ett distrikt i Söderköpings kommun och Östergötlands län. 
Distriktet öster om Söderköping. 

## Tidigare administrativ tillhörighet
Distriktet inrättades 2016 och utgörs av en del av området som Söderköpings stad omfattade till 1971, delen som före 1952  utgjorde Skönberga socken.
Området motsvarar den omfattning Skönberga församling hade vid årsskiftet 1999/2000.